# مقاطعة أولستر (نيويورك)
مقاطعة أولستر (بالإنجليزية: Ulster County)‏ هي إحدى المقاطعات في ولاية نيويورك في الولايات المتحدة الأمريكية.

## أعلام
- إدغار بانغبورن
- جيمس كلينتون